# Kool-Aid (bevanda)

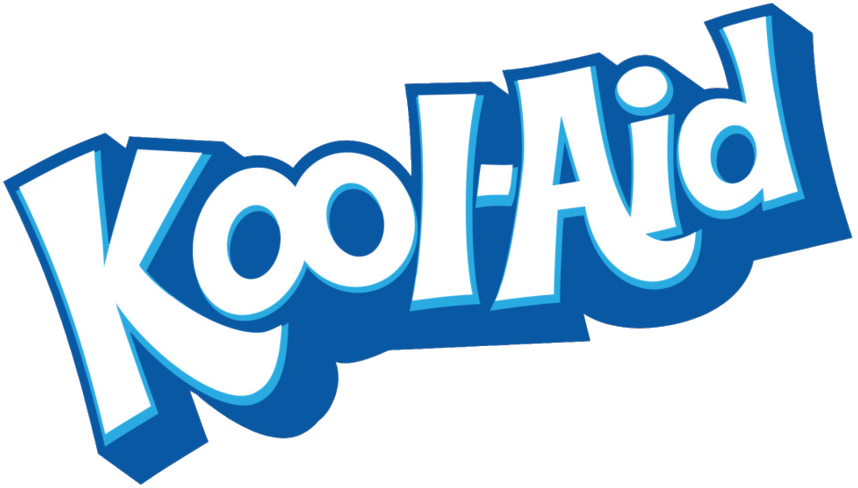
Logo di Kool-Aid

Kool-Aid è un marchio di bevande in polvere di proprietà di Kraft Heinz, società con sede a Chicago, nell'Illinois. La formulazione in polvere è stata creata da Edwin Perkins nel 1927 sulla base di un concentrato liquido chiamato Fruit Smack.

## Storia

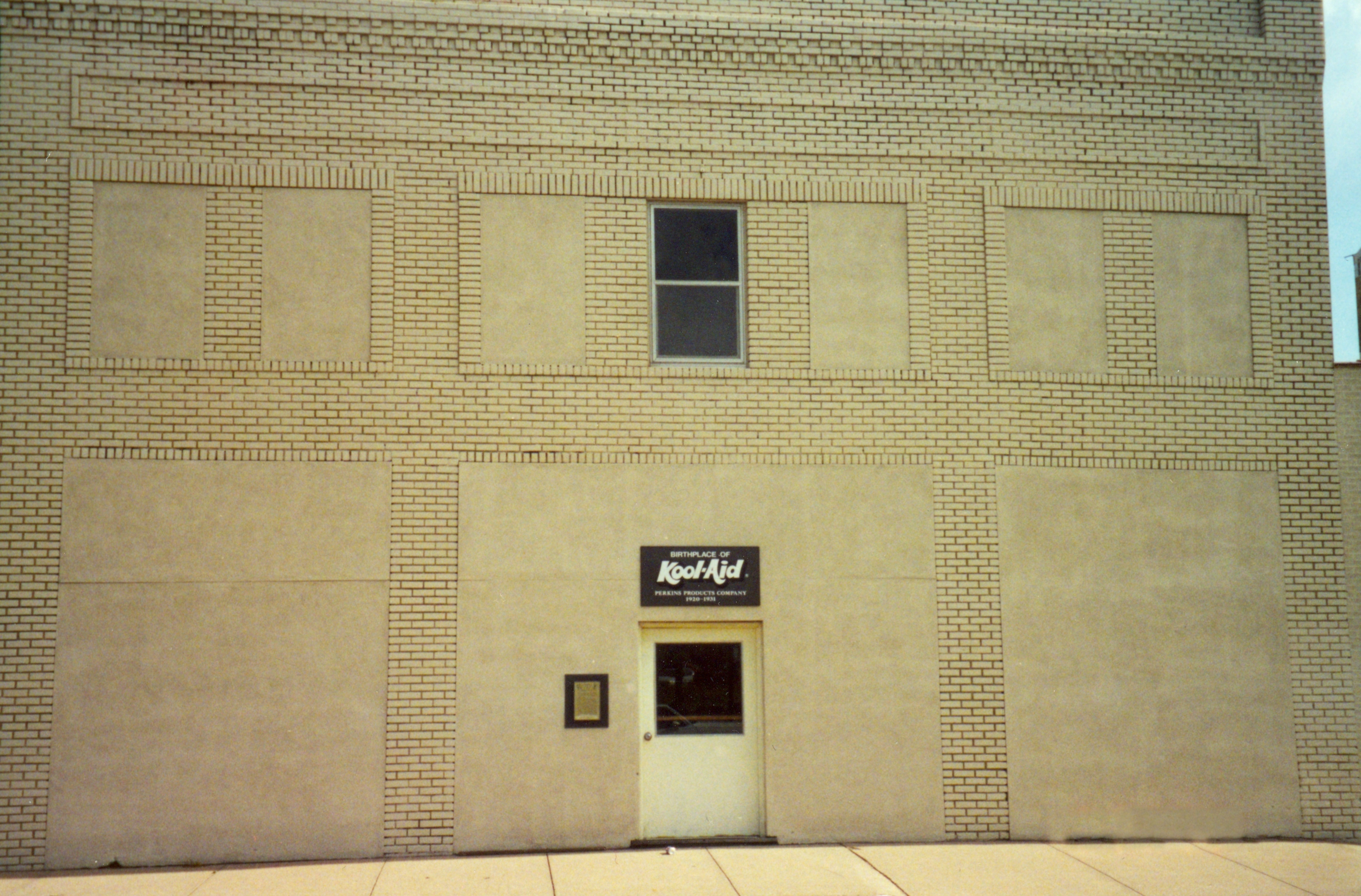
L'edificio a Hastings, nel Nebraska, dove fu inventata la Kool-Aid

La bevanda "Kool-Aid" è stata inventata da Edwin Perkins a Hastings, nel Nebraska. Tutti i suoi esperimenti hanno avuto luogo nella cucina di sua madre. Il predecessore del preparato in polvere era un concentrato liquido chiamato "Fruit Smack". Per ridurre i costi di spedizione, nel 1927, Perkins scoprì un modo per rimuovere il liquido dalla bevanda, trasformandola in una polverina, che prese il nome di "Kool-Aid". Perkins trasferì la produzione a Chicago nel 1931 e la Kool-Aid fu venduta alla General Foods nel 1953. Hastings celebra ancora un festival estivo annuale chiamato Kool-Aid Days, che si tiene nel secondo fine settimana di agosto, in onore della fama della loro città. Kool-Aid è conosciuta come la bibita analcolica ufficiale del Nebraska.
Un accordo tra Kraft Foods e SodaStream nel 2012 ha reso disponibili vari gusti di Kool-Aid per l'acquisto e l'utilizzo anche di una macchina per la produzione di bevande gassate SodaStream.
C'è una attiva scena di collezionisti della Kool-aid. Un raro pacchetto di Kool-Aid può essere venduto a cifre altissime, fino a diverse centinaia di dollari sui siti web di aste.

## Produzione
Kool-Aid viene solitamente venduta in polvere, in pacchetti o in piccole vaschette. La bevanda vera e propria viene preparata mescolando la polvere con lo zucchero (i pacchetti di polvere sono di solito, anche se non sempre, non zuccherati) e l'acqua. La bevanda viene solitamente servita con ghiaccio o tenuta in frigo e servita fredda. Inoltre, ci sono alcune varietà senza zucchero.
Kool-Aid è anche venduta in pacchetti monodose progettati per essere versati in una bottiglia d'acqua, o dentro delle bottiglie con la Kool-Aid già mescolata con acqua o anche come gelati o compresse frizzanti.

## Pubblicità e promozione
Il "Kool-Aid Man", caraffa antropomorfa piena di Kool-Aid, è la mascotte di Kool-Aid. Il personaggio è stato introdotto poco dopo che General Foods ha acquisito il marchio negli anni '50. Nella pubblicità televisiva e cartacea l'Uomo Kool-Aid era noto per irrompere attraverso i muri nelle case dei bambini e offrire loro lotti di Kool-Aid. Il suo slogan è "Oh, yeah!"
A partire dal 2011, Kraft ha iniziato a destinare la maggior parte del budget delle pubblicità di Kool-Aid agli Ispanici. Secondo dei sondaggi, quasi il 20 percento dei bevitori di Kool-Aid è ispanico e poco più del 20 percento è afro-americano.
Nel 2013, Kraft ha deciso di revisionare in CGI il personaggio di Kool-Aid Man e reinventarlo come "una celebrità che cerca di dimostrare di essere solo un ragazzo normale".

## Gusti
| I primi 6 gusti                                             | Ciliegia, Uva, Limone-Lime, Arancia, Lampone, Fragola |
| Sapori singoli                                              | Amarena, Punch tropicale, Limonata, Limonata rosa, Ciliegia, Anguria, Arancia, Punch estivo |
| Aromi senza zucchero                                        | Ciliegia, Uva, Limonata, Limonata alla fragola di Soarin, Punch tropicale, Lampone, Anguria, KiwiLime |
| Sapori d'acqua                                              | Giamaica, Mandarina-Tangerine, Mango, Tamarindo, Piña-Pineapple |
| Altri gusti in tutto il mondo o precedentemente disponibili | Mela, Berry Blue, Bunch Berry, Blastin 'Berry Cherry, Blue Berry Blast, Blue Moon Berry, Candy Apple, Cherry, Cherry Cracker, Chocolate, Cola, Orange Eery, Frutas, Vermelhas, Golden Nectar, Grape, Grape Blackberry, Grape Tang, Melone Mango, Fragole Splash, Great Blueberry, Great Blue-dini, Groselha, Guaraná, Ice Blue Raspberry Lemonade, Incrediberry, Kickin-Kiwi-Lime, Kolita, Lemon, Lemonade, Lemonade Sparkle, Lemon-Lime, Lime, Man-o -Mangoberry, Mango, Mountainberry Punch, Oh-Yeah Orange-Pineapple, Orange, Orange Enerjooz, Peach, Pina-Pineapple, Pink Lemonade, Pink Swimmingo, Purplesaurus Rex, Rainbow Punch, Raspberry, Roarin 'Raspberry Cranberry, Rock-a-Dile Rosso, birra alla radice, amarena spaventosa, mora spaventosa, pinna di squalo, squammin 'Fragola-Kiwi, Soarin' Fragola-Limonata, Fragola, Punch alla fragola, Spaccatura di fragole, Fragola-Lampone, Punch solare, Punch di Surfin 'Berry, Mandarino, Punch tropicale, Anguria-Ciliegia, Agitare Starfruit, Anguria, Stra solare wberry-Starfruit, Mela verde artica, Swirlin 'Strawberry-Starfruit, Lemon Ice |